# Small Waves
Small Waves is het vierde en meest recente studioalbum van de Nederlandse punkband I Against I. Het album werd uitgegeven op 5 oktober 2018 via het Nederlandse platenlabel White Russian Records op cd en (gekleurde) lp. Het bevat het eerste nieuwe materiaal van de band sinds de uitgave van het derde studioalbum, I Against I (2005). Gitarist Robin Baard had de band ondertussen verlaten en heeft dus niet meegewerkt aan Small Waves.
Op 6 oktober 2017 werd er een nieuw nummer van de band, getiteld "Walk Away", uitgegeven via een online sampler-album van White Russian Records. Op 14 april 2018 maakte White Russian Records de titel, uitgavedatum en verschillende formaten van het nieuwe album bekend. Gedurende augustus tot en met oktober werden "Walk Away" en de nog niet eerder uitgegeven nummers "Hey" en "Never Been So Sure" als voorproefje voor het album online gezet. Voor het nummer "Hey" kwam ook een videoclip. Op 2 oktober werd het gehele album beschikbaar gemaakt voor streamen.
Van de mensen die al vroegtijdig een bestelling voor het album hadden geplaatst, kregen er drie een test pressing aangeboden door het label.

## Nummers
1. "Hey" - 1:39
2. "Wish I Could Remember" - 1:39
3. "Never Been So Sure" - 2:28
4. "Only Everything" - 1:34
5. "Keep Running" - 2:56
6. "Walk Away" - 2:36
7. "Rock Bottom Dream Life" - 1:46
8. "Love You When I'm Gone" - 1:37
9. "At the End of the Tunnel" - 1:37
10. "Small Waves" - 4:07

## Muzikanten
Band
- Bob Hoorweg - basgitaar, achtergrondzang
- Jasper Blazer - drums
- Ronald Van Maren - zang, gitaar

Aanvullende muzikanten
- Fleur van Zuilen - achtergrondzang (track 3)
- Maarten Teekens - gitaar (track 4)
- Jasper van Dorp - hammondorgel (tracks 3 en 8)
- Wilco Minderhoud - slagwerk (tracks 3, 5 en 6)